# Hilde Schrader
Hilde Schrader (Alemania, 4 de enero de 1910-Magdeburgo, 23 de marzo de 1966) fue una nadadora alemana especializada en pruebas de estilo braza, donde consiguió ser campeona olímpica en 1928 en los 100 metros.

## Carrera deportiva
En los Juegos Olímpicos de Ámsterdam 1928 ganó la medalla de oro en los 200 metros estilo braza, por delante de la neerlandesa Mietje Baron y de su compatriota alemana Charlotte Mühe.
Y en el campeonato europeo de Bolonia  de 1927 ganó el oro en la misma prueba.